# Радулешти (Вранча)
Радулешти (рум. Rădulești) насеље је у Румунији у округу Вранча у општини Ванатори. Oпштина се налази на надморској висини од 34 m.

## Становништво
Према подацима из 2002. године у насељу је живело 877 становника, од којих су сви румунске националности.